# Otto-Ernst Schüddekopf
Otto-Ernst Schüddekopf (* 20. November 1912 in Berlin; † 19. Oktober 1984 in Braunschweig) war ein deutscher Historiker.

## Leben
Schüddekopf wurde 1912 in Berlin-Charlottenburg geboren. Er besuchte ein Gymnasium in Potsdam, bevor er im Oktober 1931 ein Studium der Politischen Geographie, Psychologie, Philosophie, Geschichte und Deutschen Literatur an der Friedrich-Wilhelms-Universität zu Berlin aufnahm. 1931 lernte er über Ernst Niekisch den Rechtsintellektuellen Friedrich Hielscher kennen. Hielscher hatte einen Kreis von Männern um sich versammelt, die er sowohl intellektuell als auch religiös anleitete. Schüddekopf war zwar an der Gruppe interessiert, konnte sich aber zunächst nicht entschließen, ihr beizutreten. Erst seit 1934 arbeitete er uneingeschränkt mit. Im selben Jahr begann er ein Studium am Institut für Wehrpolitik und Wehrgeographie der Berliner Universität, wo er 1938 mit einer Arbeit zur britischen Marinepolitik zum Dr. phil. promoviert wurde.
Nach seiner Promotion wurde er zunächst wissenschaftlicher Mitarbeiter in der kriegswissenschaftlichen Abteilung der Luftwaffe. Nach dem Beginn des Zweiten Weltkrieges wurde Schüddekopf im Februar 1940 Soldat. Nach einem Fronteinsatz war er seit Dezember 1941 bei der Kriegsgeschichtlichen Abteilung des Oberkommandos der Wehrmacht tätig. Über Verbindungen des Hielscher-Kreises wurde ihm schließlich 1942 eine Stelle im Reichssicherheitshauptamt (RSHA) der SS angetragen. Dort war er im Amt VI (Auslands-SD) in der Abteilung D („Westen“) als Referent für England tätig. Schüddekopf war zuständig für Spionage gegen Großbritannien und arbeitete eng mit Walter Schellenberg zusammen, dem Leiter von Amt VI. Zum 9. November 1943 wurde er auch zum SS-Obersturmführer befördert (SS-Nummer 455.103).
Nach dem Ende des Zweiten Weltkrieges und dem Fall des NS-Regimes 1945 stellten Hielscher und sein Kreis sich konsequent als Widerstandsgruppe dar. Die Gruppe habe nicht nur vereinzelt Verfolgten zur Flucht verholfen, sondern auch den aktiven Widerstand zumindest geplant. Tatsächlich versteckte Hielscher etwa den Kommunisten Alfred Kantorowicz zeitweise in seiner Wohnung. Der Darstellung der Gruppe zufolge sei sowohl der Posten Schüddekopfs im Reichssicherheitshauptamt als auch derjenige Wolfram Sievers’ als Geschäftsführer der Forschungsgemeinschaft Ahnenerbe Teil des Plans gewesen, für den Fall eines Umsturzes zentrale Stellen in Partei und Verwaltung durch Kreisangehörige zu besetzen. Hielscher sei auch über die Planung des Attentats vom 20. Juli 1944 informiert gewesen. Heute ist die Position des Kreises umstritten: Die Widerstandstätigkeit des Kreises wird zwar von der neueren Forschung – etwa dem einflussreichen Historiker Michael H. Kater und der deutschen Sozialwissenschaftlerin Ina Schmidt, die 2004 eine wichtige Dissertation vorgelegt hat – bestätigt. Im Fall des hochrangigen SS-Offiziers Schüddekopf, vor allem aber im Fall Sievers, der an nationalsozialistischen Verbrechen beteiligt war, ist jedoch schwer zu ermitteln, wo die behauptete Widerstandstätigkeit begann, wo sie endete und stattdessen Mitschuld anfing.
Kurz vor Kriegsende kam Schüddekopf Anfang April 1945 zu seiner Frau nach Braunschweig, wo er sich nach dem Einmarsch der Alliierten bei der amerikanischen Militärkommandantur meldete. Dort gab er an, dass er im Reichssicherheitshauptamt tätig gewesen war und nannte Namen und Adressen der Mitglieder des Hielscher-Kreises, die bezeugen sollten, dass er zum Widerstand gehört habe. Er wurde im Camp 020 (Gefängnis Latchmere House) in Südwest-London interniert, wo er dem britischen Security Service gegenüber ausführliche Angaben über das Britische Freikorps, die Versendung von Agenten nach Irland zur Vorbereitung einer Invasion und über den Spionagefall Cicero (alias Elyesa Bazna) machte. In Schüddekopfs Haftzeit versuchten Hielscher und weitere ehemalige Mitglieder des Kreises seine Widerstandstätigkeit mithilfe von Berichten und eidesstattlichen Erklärungen zu beweisen. Daraufhin wurde das bereits eingeleitete Ermittlungsverfahren gegen Schüddekopf schließlich im Oktober 1948 eingestellt. Im März 1949 wurde er im Zuge der Entnazifizierungsuntersuchungen entlastet. In der Sowjetischen Besatzungszone wurden seine Schriften Die britische Marinepolitik (1938), Britische Gedanken über den Einsatz des Luftheeres (1939) und Die Stützpunktpolitik des Deutschen Reiches 1890–1914 (1941) auf die Liste der auszusondernden Literatur gesetzt.
1953 arbeitete Schüddekopf als Dozent für Geschichte und war Mitherausgeber des Internationalen Jahrbuchs für Geschichts- und Geographieunterricht. Seine Bücher wurden stark rezipiert, als besonders einflussreich gilt seine Studie über den Nationalbolschewismus in der Weimarer Republik (Linke Leute von Rechts, 1960). Außerdem beschäftigte er sich mit dem kommunistischen Intellektuellen und Funktionär Karl Radek. Auch seine Quellensammlung zur Reichswehr in der Weimarer Republik wurde ausnehmend positiv aufgenommen und wird bis heute viel genutzt. Außerdem begann er mehrmals damit, Material für eine Darstellung der Widerstandstätigkeit des Hielscher-Kreises zusammenzutragen, ein Plan, den er aber nicht mehr verwirklichte. Der 1973 mit dem Kulturpreis des Deutschen Gewerkschaftsbundes geehrte Wissenschaftler starb 1984.

## Schriften (Auswahl)
- Die wehrgeographischen und strategischen Grundlagen der britischen Marinepolitik vom Beginn des Imperialismus bis zum Ende des Weltkrieges: 1880 bis 1918. Hanseatische Verlagsanstalt, Hamburg 1938 [Auch im Buchh. u. d. T.: Die britische Marinepolitik: Wehrgeographie und strategische Grundlagen; 1880 bis 1918. (Veröffentlichungen des Instituts für allgemeine Wehrlehre der Friedrich-Wilhelms-Universität Berlin. H. 2)].
- Britische Gedanken über den Einsatz des Luftheeres. Mittler, Berlin 1939.
- Die Stützpunktpolitik des Deutschen Reiches: 1890–1914. Junker und Dünnhaupt, Berlin 1941 (Schriften für Politik und Auslandskunde, H. 74).
- Die Deutsche Innenpolitik im letzten Jahrhundert und der konservative Gedanke. Die Zusammenhänge zwischen Aussenpolitik, innerer Staatsführung und Parteiengeschichte, dargestellt an der Geschichte der Konservativen Partei 1807 bis 1918. Verlag Albert Limbach, Braunschweig 1951 (Beiträge für den Geschichtsunterricht. Quellen und Materialien für die Hand des Lehrers).
- Das Heer und die Republik. Quellen zur Politik der Reichswehrführung 1918 bis 1933. Hannover/Frankfurt am Main 1955.
- Linke Leute von Rechts. Die nationalrevolutionären Minderheiten und der Kommunismus in der Weimarer Republik. Stuttgart 1960 (Neuauflage: Nationalbolschewismus in Deutschland 1918–1933. Frankfurt am Main 1973, ISBN 3-548-02996-5).
- Karl Radek in Berlin. Ein Kapitel deutsch-russischer Beziehungen im Jahre 1919. In: Archiv für Sozialgeschichte. Band 2, 1962, S. 87–166.
- Zwanzig Jahre westeuropäischer Schulgeschichtsbuchrevision, 1945–1965: Tatsachen und Probleme. Limbach, Braunschweig 1966, 119 S. (Schriftenreihe des Internationalen Schulbuchinstituts, Band 12).
- L'enseignement de l'histoire et la révision des manuels d'histoire, Strasbourg : Council for Cultural co-operation of the Council of Europe, 1967.
- Herrliche Kaiserzeit. Mit einer Einführung von Hans-Joachim Schoeps. Ullstein, Berlin u. a. 1973.
- Bis alles in Scherben fällt. Die Geschichte des Faschismus. Bertelsmann, Gütersloh 1973.
- Der deutsche Widerstand gegen den Nationalsozialismus: Seine Darstellung in Lehrplänen und Schulbüchern der Fächer Geschichte und Politik in der Bundesrepublik Deutschland. Im Auftrag der Forschungsgemeinschaft 20. Juli e. V. (1. Aufl.). Diesterweg, Frankfurt am Main/München u. a. 1977 (Geschichte lehren und lernen. [1].). Zugl. ersch. in: Schriftenreihe d. Forschungsgemeinschaft 20. Juli.
- Der Erste Weltkrieg. Bertelsmann-Lexikon-Verlag, Gütersloh 1977, ISBN 3-570-05021-1.